# Retraites populaires
 (avril 2016).
Si vous disposez d'ouvrages ou d'articles de référence ou si vous connaissez des sites web de qualité traitant du thème abordé ici, merci de compléter l'article en donnant les références utiles à sa vérifiabilité et en les liant à la section « Notes et références ».
Retraites populaires est une société suisse d'assurance-vie et de prévoyance professionnelle.

## Histoire
L'entreprise a été fondée sous la forme d'institution de droit public à Lausanne en 1907, à l'initiative du Grand Conseil. Son but était alors d'aider la population à économiser de l'argent tout au long de la vie, en prévision des vieux jours. À l'origine de la démarche se situe le constat du médecin et député cantonal Émile Dind, qui avait relevé les conditions économiques lamentables dans lesquelles nombre de personnes âgées affrontaient leur quotidien.
En 1924, elle se voit confier la gestion de la Caisse intercommunale de pensions (CIP). En 1952, la Caisse de pensions de l'État de Vaud (CPEV) s'ajoute à la liste de mandants de Retraites Populaires. En 1998, avec les Rentes Genevoises (puis, dès 2000, également de la Caisse cantonale d’assurance populaire (CCAP) de Neuchâtel), elle fonde Forces Vives, une compagnie privée d’assurance vie pouvant opérer en dehors du territoire suisse. En 2009, Retraites Populaires crée Profelia, une fondation de prévoyance active sur toute la Suisse romande en matière de 2e pilier du personnel des domaines public et parapublic.
Elle comptait plus de 130 000 assurés en 2018.